# 帕洛斯鎮區 (伊利諾伊州庫克縣)
帕洛斯鎮區（英語：Palos Township）是位於美國伊利諾伊州庫克縣的一個行政鎮區。

## 地方資料
根據2010年美國人口普查的數據，帕洛斯鎮區的面積為91.62平方千米，當中陸地面積為87.83平方千米，而水域面積為3.79平方千米。當地共有人口54369人，而人口密度為每平方千米593.42人。